# Luna Star

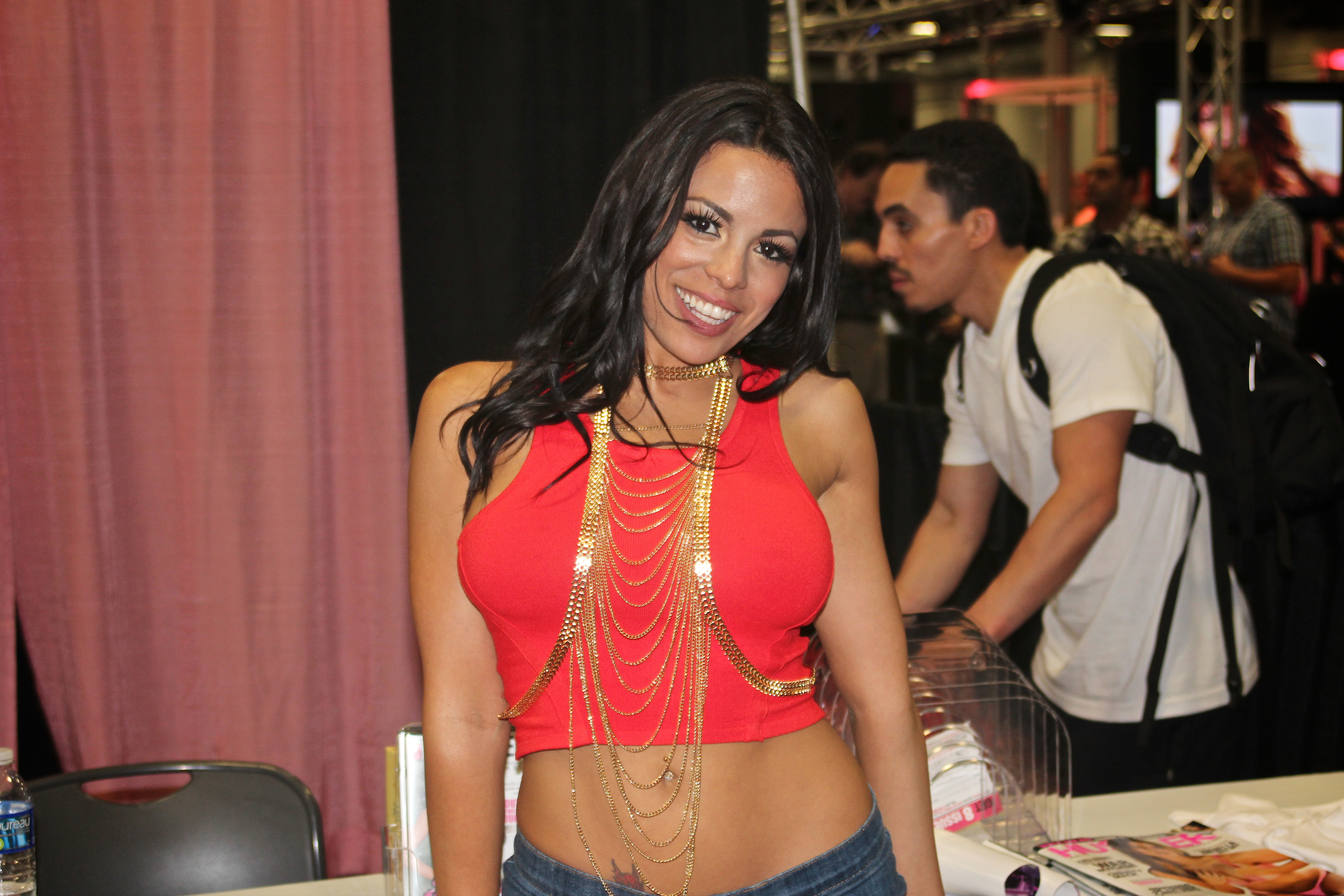
Luna Star (2013)

Luna Star (* 25. Mai 1989 in Havanna, Kuba) ist eine US-amerikanische Pornodarstellerin.

## Leben
Luna trat erstmals 2013 in expliziten Hardcore-Filmen auf. Zu den bemerkenswerten Unternehmen, für die Star in X-Rated-Filmen auftrat, gehören Hustler, Bangbros und Pure Play Media. Darüber hinaus hat Luna für verschiedene beliebte Websites für Erwachsene gearbeitet, darunter Bangbros, Brazzers, Reality Kings und Naughty America. Sie lebt in Miami, Florida. Sie ist aufgrund ihres Alters bekannt für ihre Darstellungen einer MILF in Filmen des gleichnamigen Genres sowie aufgrund ihrer Abstammung für die Rolle einer Latina.
Im Januar 2020 wurde Luna Star zusammen mit Abella Danger einer breiteren Öffentlichkeit bekannt, als die beiden Pornostars im Rahmen eines Gewinnspiels Pizza an eine Gruppe von Football-Fans am Abend des Super Bowl LIV in Miami, dem 2. Februar 2020, auslieferten.

## Auszeichnungen
- 2016: XBIZ Award – Best Scene – Vignette Release
- 2017: Urban X Awards – Best Couple Scene (zusammen mit Lexington Steele in “Lex’d”)
- 2019: NightMoves Award – Best Butt (Editor´s Choice)[1]
- 2019: Urban X Awards – Anal Performer of the Year[2]
- 2019: Urban X Awards – Female Performer of the Year[2]
- 2024: Venus Award – Best International Pornstar[3]
- 2025: AVN Award – Best Foursome/Orgy Scene (zusammen mit Angela White, Cherie DeVille, Alexis Fawx, Monique Alexander, Ryan Reid, Gal Ritchie, Queenie Sateen, Kira Noir,  Kayley Gunner, Abigaiil Morris, Lily Lou, JMac, Manuel Ferrara, Mick Blue, Keiran Lee, Van Wylde, Alex Jones, Ricky Johnson, Scott Nails, Hollywood Cash & Isiah Maxwell in 20 For 20)[4]

## Filmografie (Auswahl)
- Project X (2024)
- Machine Gunner
- Latina Anal Stars
- Drilling Mommy 9
- Thickumz
- Blood Sisters
- Latinalicious 4
- Tonight’s Girlfriend 31
- Tanlines 4
- Dirty Talk 2
- MILFs Like It Big 16
- Oil Overload 8
- Swallowed 31, 19, 12, 10
- Mandingo Massacre 10
- American Hustle XXX
- This Ain’t Modern Family XXX
- Squirt for Me Vol. 3
- Barely Legal 136
- POV Sluts: Swallow Edition
- Tug Jobs 31
- Bang Bus 47
- Anal Players 6
- The J.O.B.
- Everyone Loves Spicy Latina Girls
- Luna Star: Hot Latina
- Gorgeous MILF Gushers
- Interracial Latina Massage 2
- Sweet As Sugar
- Let’s Play Doctor
- Ass Masterpiece 14
- Sloppy Head 6
- Tease Me POV 3
- Cape Fear XXX
- Brazzers House 2
- The Booty Movie 7
- Girls of Bangbros 57: Luna Star
- The Magnificently Breasted 7
- Fallen II: Angels & Demons
- Spicy Latin Cravings
- Latin Adultery 28, 30, 31
- Latin Asses 1, 3
- Bubble Butt Anal Slut 3
- She Loves Anal 3
- Big Mouthfuls 37, 22
- Big Booty Tryouts 2
- Rancho Erotica